# 泰安私設海兵隊キャンプ水難事故
泰安私設海兵隊キャンプ水難事故（テアンしせつかいへいたいキャンプすいなんじこ）は、2013年7月18日、忠清南道泰安郡安眠島で開かれた私設海兵隊キャンプに参加した公州師範大学付属高校（ko）の生徒が救命胴衣を脱いで海に入ってという教官の指示に従い、くぼみに落ちた後、そのうちの5人の学生が波に流され死亡した事件である。

## 余波
大韓民国海兵隊司令部が開催した公式のキャンプではなく、民間の私設海兵隊キャンプで発生したものだが、「海兵隊」という名称がついている上に、本事故に責任のあるキャンプ教官たち全員が海兵隊出身者だったので、海兵隊も国民の厳しい視線を避けられず、海兵隊司令部側は今回の事故の道義的な責任を痛感するとし遺族に慰めの言葉を伝えた。また、「海兵隊キャンプ」の商標登録を検討することを発表した。